# Баррі Манілов

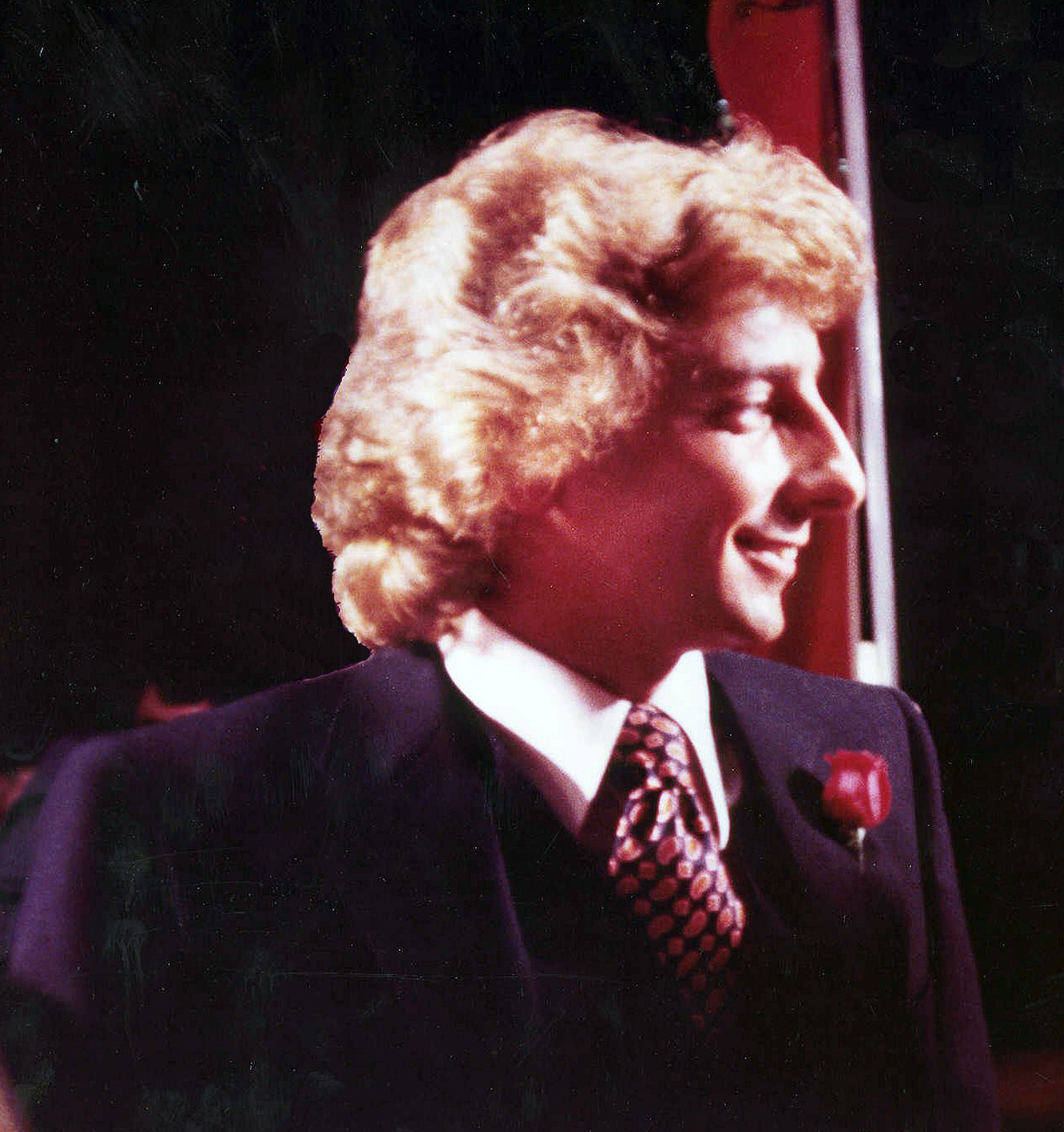
Баррі Манілов у 1979 р.

Баррі Манілов (англ. Barry Manilow), справжнє ім'я Баррі Алан Пінкес (англ. Barry Alan Pinkus; 17 червня 1946, Нью-Йорк, США) — американський вокаліст, піаніст, композитор, автор текстів, продюсер єврейсько-ірландського походження.
Музичну освіту Баррі отримав у «New York College Of Music» та відомій «Julliard School Of Music». 1967 року Баррі потрапив на телевізійний канал «CBS», де спочатку працював аранжувальником, а пізніше — керівником популярної музичної програми «Ed Sullivan Show». У цей період він також виявив себе як композитор, головним чином компонуючи музику для реклами. 1972 року Манілов розпочав співпрацю як акомпаніатор, аранжувальник та продюсер Бетт Мідлер. Проте незабаром він перетворився на культового виконавця, виступаючи у нью-йоркських лазнях для гомосексуалів. Аранжував два перших альбоми Бетт Мідлер. Манілов сам уклав угоду з фірмою «Bell» і після появи його досить вдалого дебютного альбому запропонував баладу «Mandy», яка очолила американський чарт. Цей твір став прелюдією для цілого ряду хітів, що розтягнувся майже на десятиріччя. Разом зі своїм сильним та милозвучним тенором, вишуканими баладами про кохання та бажанням сподобатися під час своїх концертів, Манілов часто стикався з глузуванням критиків, але публіка (переважно жінки) без сумніву любила його. Найкращими його хітами стали, наприклад: «I Write The Song» (1976), «Looks Like We Made It» (1977), «Copacabana» (1978) та «I Made It Through The Rain» (1981).
Зміни свого музичного спрямування артист започаткував альбомами «2:00 AM Paradise Cafe» та «Swing Street», на яких він використав свій досвід у джазі у співпраці із спеціально запрошеними Геррі Маллігеном та Сарою Воен (англ. Sarah Vaughn). Також Баррі запропонував дві моновистави, що відбулися на Бродвеї, друга з яких — «Shows-toppers» — була присвячена творцям пісень з минулого. У вісімдесятих роках вдова одного з таких творців попросила Манілова написати музику до текстів чоловіка, які не були опубліковані за його життя. Частину створених таким чином творів записала Ненсі Вілсон на своєму альбомі 1991 року «With My Lover Beside Me».

## Особисте життя
Був одружений в молоді роки. Здійснив камінг-аут як гей у 2017 році

## Дискографія
- 1973: Barry Manilow
- 1974: Barry Manilow II
- 1975: Barry Manilow I
- 1975: Tryin' To Get The Feelin'
- 1976: This One's For You
- 1977: Live
- 1978: Foul Play
- 1978: Even Now
- 1978: Manilow Magic
- 1978: Greatest Hits
- 1979: One Voice
- 1980: Barry
- 1981: If I Should Love Again
- 1981: Gift Set
- 1982: Oh Julie
- 1982: Live In Britain
- 1982: I Wanna Do It With You
- 1982: Here Comes The Night
- 1983: A Touch More Magic
- 1983: Greatest Hits. Volume 2
- 1984: 2:00 AM Paradise Cafe
- 1985: The Manilow Collection — Twenty Classic Hits
- 1986: Grandes exitos en espanol
- 1987: Swing Street
- 1989: Barry Manilow
- 1989: Songs To Make The Whole World Sing
- 1990: Live On Broadway
- 1990: The Songs 1975—1990
- 1990: Because It's Christmas
- 1991: Showstoppers
- 1992: The Complete Collection & Then Some
- 1993: Hidden Treasures
- 1993: The Platinum Collection
- 1994: Barry Manilow Singin' With The Big Bands
- 1995: Another Life
- 1996: Summer Of '78
- 1998: Manilow Talks (1998)
- 1998: Manilow Sings Sinatra
- 2001: Here at the Mayflower
- 2002: A Christmas Gift of Love
- 2004: Scores
- 2006: The Greatest Songs of the Fifties
- 2006: The Greatest Songs of the Sixties
- 2007: The Greatest Songs of the Seventies